# La Talaudière
La Talaudière – miejscowość i gmina we Francji, w regionie Owernia-Rodan-Alpy, w departamencie Loara.
Według danych na rok 2010 gminę zamieszkiwało 6459 osób, a gęstość zaludnienia wynosiła 847 os./km².